# Adolf Blanch i Cortada
Adolf Blanch i Cortada (Alacant, 11 de gener de 1832 - Barcelona, 7 de febrer de 1887) fou un poeta, historiador i periodista català d'origen valencià. Establert a Barcelona, estudià dret i filosofia i lletres a la Universitat de Barcelona i col·laborà al diaris El Sol i la Verdad Económica, alhora que s'encarregà de la secció d'economia de La Renaixença, des d'on defensà el proteccionisme.
El 1854 començà a escriure alguns poemes en català de caràcter romàntic conservador, influïts per José de Espronceda i Alessandro Manzoni. Des del 1859 participà assíduament en els Jocs Florals de Barcelona, obtenint aquest primer any l'accèssit a l'englantina d'or amb el romanç Lo Sagrament d'En Pere III, escrit en un català força arcaic. El 1868 en fou proclamat Mestre en Gai Saber el 1868 amb el poema Lo Castell feudal. Fou president dels Jocs Florals el 1869.
Interessat per les qüestions econòmiques, també fou secretari de Foment de la Producció Espanyola i el 1880 va col·laborar en la redacció dels Escritos económicos de Joan Güell i Ferrer, amb una aferrissada defensa del proteccionisme. També fou secretari de l'Acadèmia de Bones Lletres, de la que n'era membre des de 1861. El 1885 fou nomenat secretari de la Universitat de Barcelona, càrrec que exercí fins a la seva mort.

## Obres
- Fuegos fatuos (1854), conté el poema en català Cants del Laletà.
- Los pobres o la esclavitud de Europa (novel·la, 1861)
- Historia de la guerra de la Independencia en el antiguo Principado de Cataluña (dos volums, 1861)
- Gramàtica catalana (1867) amb Antoni de Bofarull i de Brocà
- Poesies (1888), recull dels seus poemes en català, prologats per Joan Sardà i Lloret